# Lijst van Italiaanse cantates door G.F. Händel

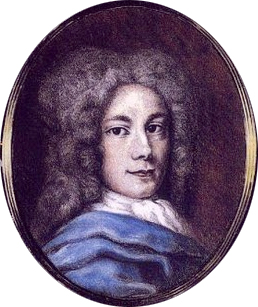
Händel, geschilderd door Jakob Christoph Platzer, ca. 1710

Dit is een lijst van alle cantates op een Italiaanse tekst voor één, twee of drie zangers (maar niet in duet) met begeleiding door een instrumentaal ensemble, gecomponeerd door Georg Friedrich Händel. De cantates dienden als bron voor zijn latere opera's, die voor Londen componeerde.
De Duitse cantates van Händel, waarschijnlijk gecomponeerd voor 1704 in Halle, zijn verloren gegaan. Na een verblijf in Hamburg vertrok hij in 1706 naar Italië, het eerst naar Florence, en verbleef bij Gian Gastone de' Medici en zijn broer Ferdinando. Het jaar van ontstaan van HWV 145 is onduidelijk, maar zou 1706 of 1707 kunnen zijn. Vervolgens trok hij naar Rome, en ontmoette zowel kardinaal Benedetto Pamphili (of Pamphilj) als Francesco Maria Marescotti Ruspoli. Händel componeerde in januari 1707 zijn eerste cantate op tekst van Pamphili (Il delirio amoroso, HWV 99). Voor Ruspoli componeerde in 1707 nog een groot aantal wereldlijke en geestelijke cantates (HWV 84, 96, 105, 131, 133, 137, 140, 148, 152, 159, 160, 171, 173, 231, en 241, bestemd voor Margherita Durastanti.
In 1708 verbleef hij korte tijd in Napels voor de uitvoering van de cantate of serenate Aci, Galatea e Polifemo HWV 72. Eenmaal terug componeerde hij 95, 107, 117, 126, 128, 129, 130, 153, en 167. Voor Ruspoli schreef hij HWV 78, 90, 100, 102, 104, 114, 116, 125, 139, 145 en 161. Ook HWV 78, 83 en 143 horen in dit jaar thuis. In 1709 schreef hij HWV 234, HWV 119 in het daarop volgende jaar. HWV 103, 118, 132, 136, 139, 154, 160, 161c, 162, 166 zijn gecomponeerd na zijn Italiaanse jaren.
De meeste cantates zijn voor een sopraan geschreven. Van sommige cantates bestaan verschillende versies. Een enkele is op Spaanse tekst, zoals Nò se emenderá jamas en met gitaarbegeleiding (HWV 140). HWV 150 is op een Franse tekst.
Naast cantates voor begeleiding door een ensemble schreef Händel een groot aantal cantates met een basso continuo begeleiding. Deze cantates hebben meer het karakter van kamermuziek; die met ensemblebegeleiding lijken op operascènes of soms zelfs kleine opera's.
De nummering in onderstaande lijst is conform de Händel-Werke-Verzeichnis. De opmerking 'dramatische cantate' duidt een groot werk aan met benoemde karakters.

## Cantatas

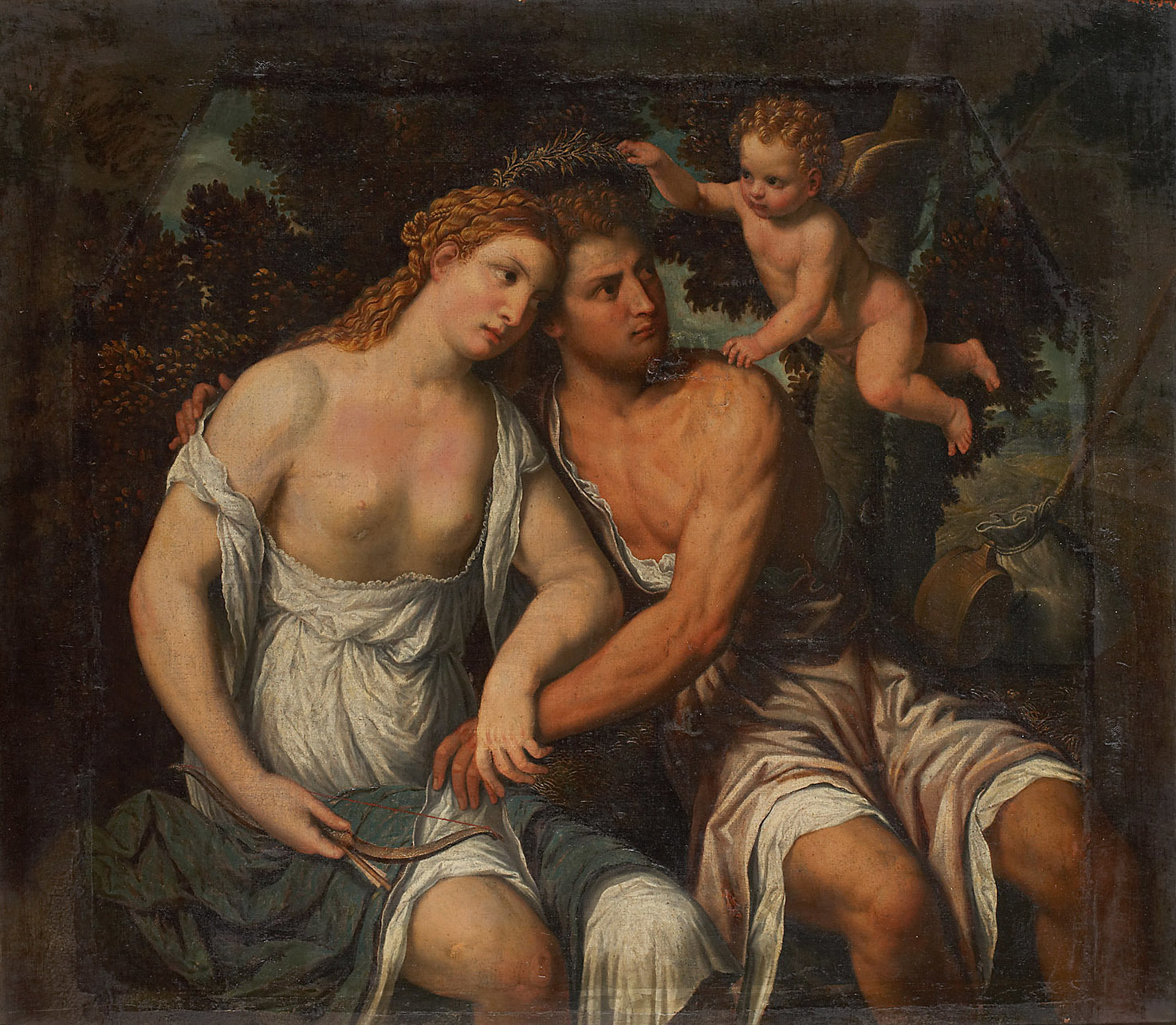
Venus en Adonis; Paris Bordone (1500-1570)

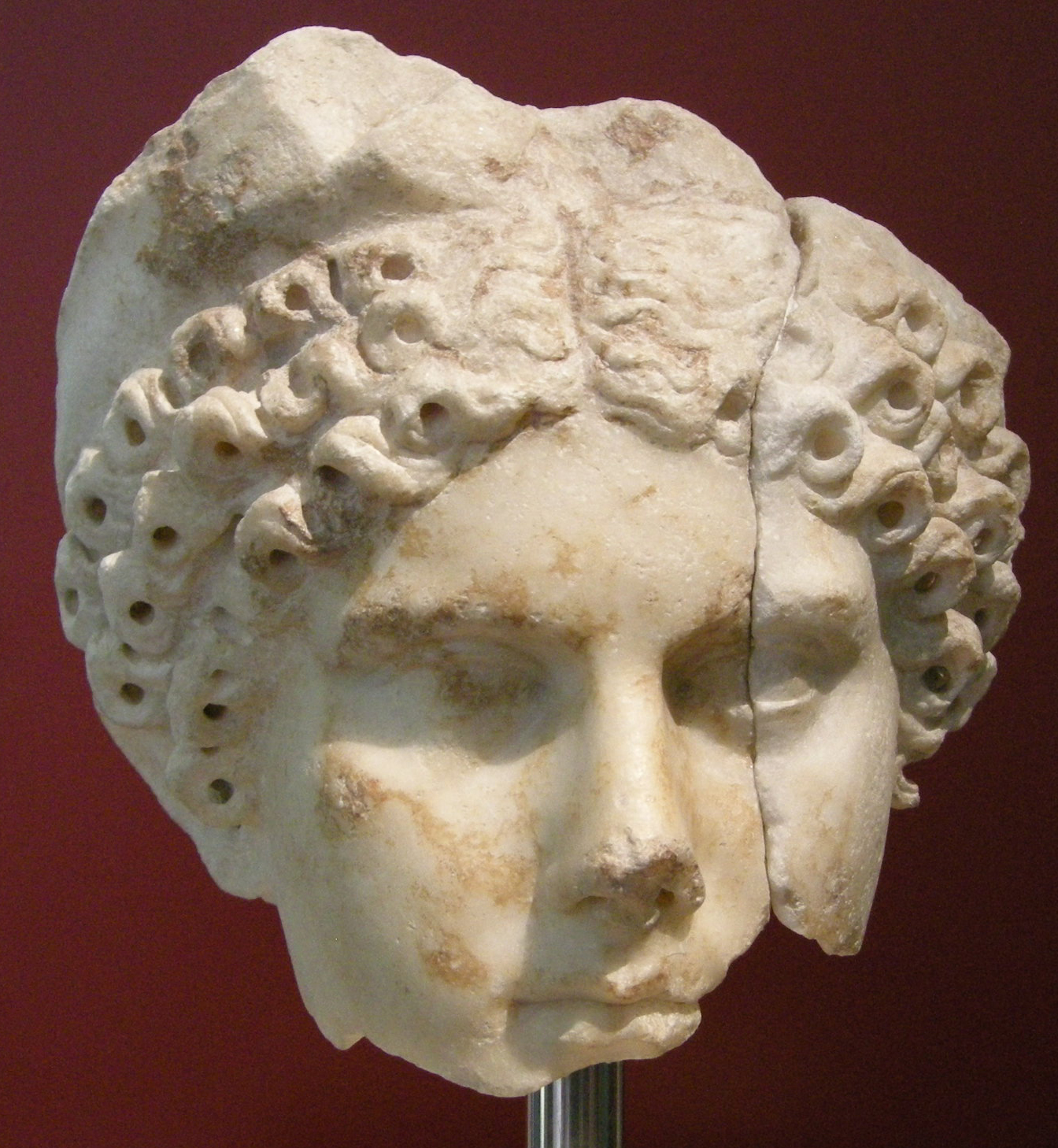
Agrippina minor

Apollo achtervolgt Dafne; Giovanni Battista Tiepolo, 1744

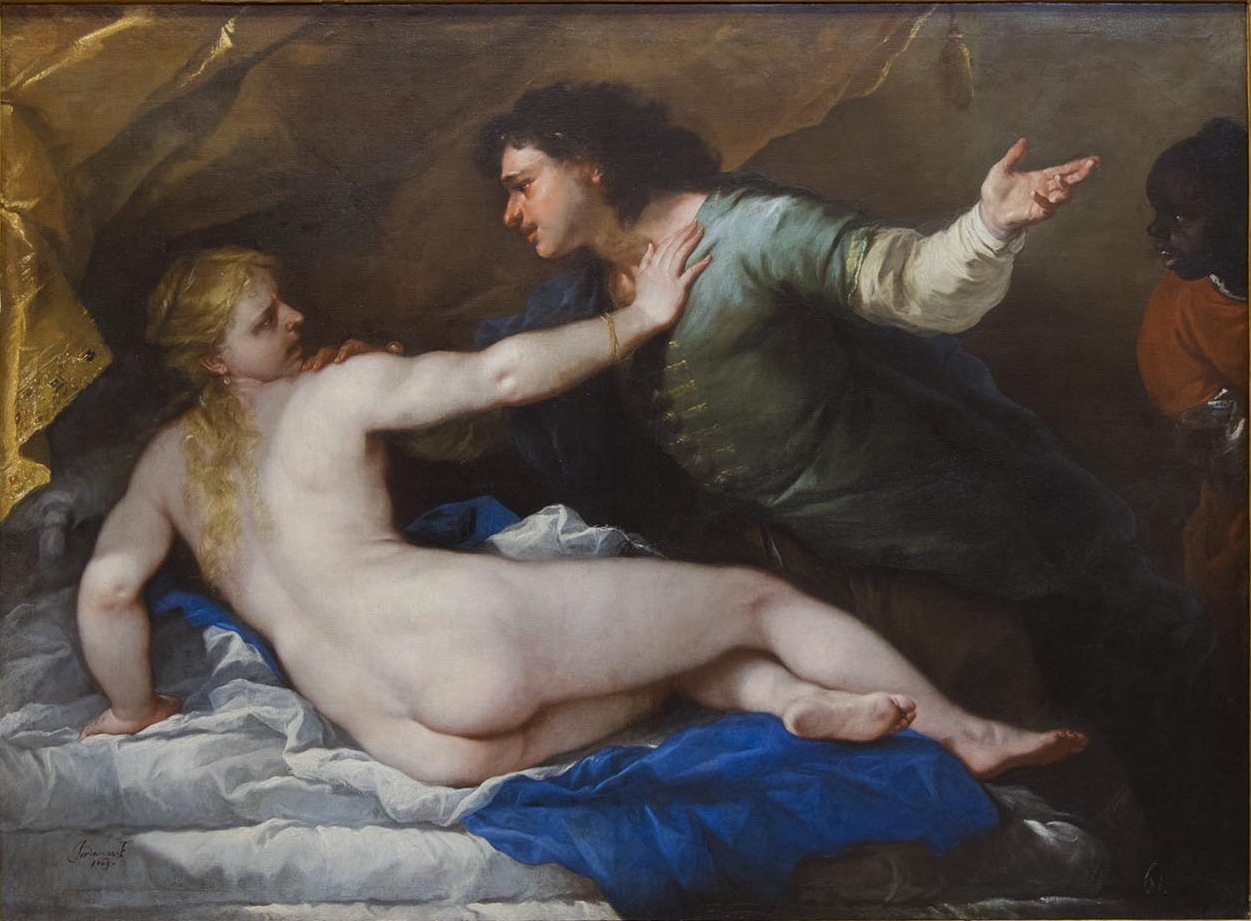
De verkrachting van Lucretia; Luca Giordano 1632-1705

| HWV  | Titel                                                             | Datum van compositie                          | Eerste uitvoering              | Plaats van eerste uitvoering                                                                         | Opmerkingen                                                                              |
| ---- | ----------------------------------------------------------------- | --------------------------------------------- | ------------------------------ | --- | ---------------------------------------------------------------------------------------- |
| 72   | Sorge il di (Aci, Galatea e Polifemo)                             | 16 juni 1708 voltooid                         | Napels, juli 1708              | | dramatische cantate; gecomponeerd voor het huwelijk van de Hertog van Alvito             |
| 78   | Ah! crudel, nel pianto mio                                        | Rome, augustus 1708                           | september 1708                 | Palazzo Bonelli, Rome                                                                                |                                                                                          |
| 79   | Diana cacciatrice of Alla caccia                                  | Rome, mei 1707                                | mei - juni 1707                | Vignanello                                                                                           | gekopieerd voor Francesco Ruspoli, 1707                                                  |
| 81   | Alpestre monte                                                    | Florence, circa 1707                          |                                | |                                                                                          |
| 82   | Amarilli vezzosa of Daliso ed Amarilli of Il duello amoroso       | Rome, August 1708                             | waarschijnlijk 28 oktober 1708 | | dramatische cantate; gekopieerd voor Ruspoli, 1708                                       |
| 83   | Aminta e Fillide of Arresta il passo                              | begin 1708                                    | juli 1708                      | Rome                                                                                                 | gekopieerd voor Ruspoli, 1708                                                            |
| 87   | Carco sempre di gloria                                            | Londen, 1737                                  | 1737                           | Londen                                                                                               | voor uitvoeringen bij Alexander's Feast (HWV 75)                                         |
| 89   | Cecilia, volgi un sguardo                                         | London, januari 1736                          | 19 of 25 februari 1736         | Covent Garden Theatre, Londen                                                                        | uitgevoerd tussen de twee delen van Alexander's Feast (HWV 75).                          |
| 92   | Clori, mia bella Clori                                            | Rome, 1707–08                                 |                                | |                                                                                          |
| 96   | Clori, Tirsi e Fileno of Cor fedele in vano speri                 | Rome, juli-september 1707                     |                                | | dramatische cantate; gekopieerd voor Ruspoli, 14 oktober 1707.                           |
| 97   | Crudel tiranno Amor                                               | Londen, juni 1721                             | waarschijnlijk 5 juli 1721     | King's Theatre, Haymarket, Londen; uitgevoerd tijdens een benefietconcert voor Margherita Durastanti |                                                                                          |
| 98   | Cuopre tal volta il cielo                                         | Italië, 1708                                  |                                | |                                                                                          |
| 99   | Il delirio amoroso of Da quel giorno fatale                       | Rome, op of voor 14 januari 1707              | mei 1707                       | paleis van kardinaal Benedetto Pamphili                                                              |                                                                                          |
| 105  | Armida abbandonata of Dietro l'orme fuggaci                       | Rome, juni 1707                               | mogelijk 26 juni 1707          | Palazzo Bonelli, Rome                                                                                | dramatische cantate; gekopieerd voor Ruspoli, 1707, 1709.                                |
| 110  | Agrippina condotta a morire of Dunque sarà pur vero               | Italië, 1707–08                               | vroeg 1708                     | | dramatische cantate;voor het eerst uitgevoerd door de castraatsopraan Pasqualino Tiepoli |
| 113  | Figlio d'alte speranze                                            | Florence, 1706–07                             |                                | |                                                                                          |
| 119  | Echeggiate, festeggiate, numi eterni of Io languisco fra le gioie | Londen, circa 1710–12                         |                                | | deels verloren gegaan                                                                    |
| 122  | Apollo e Dafne of La terra è liberata                             | Hannover, 1710                                |                                | | dramatische cantate; waarschijnlijk mee in Venetië begonnen, 1709                        |
| 123  | Languia di bocca lusinghiera                                      | waarschijnlijk in Hannover gecomponeerd, 1710 |                                | | misschien fragment                                                                       |
| 132a | Mi palpita il cor                                                 | Londen, na 1710                               |                                | | diverse versies                                                                          |
| 134  | Pensieri notturni di Filli of Nel dolce dell'oblio                | 1707–08, voltooid in 1709                     |                                | |                                                                                          |
| 140  | Nò se emenderá jamás                                              | Rome, september 1707                          |                                | | gecopieerd voor Ruspoli, 1707; cantate op Spaanse tekst                                  |
| 142  | Notte placida e cheta                                             | Rome, 1707–08                                 |                                | |                                                                                          |
| 143  | Olinto pastore, Tebro fiume, Gloria of O come chiare e belle      | Rome, augustus-september 1708                 | 9 september 1708               | Palazzo Bonelli                                                                                      | dramatische cantate; gecopieerd voor Ruspoli, 1708                                       |
| 150  | Ero e Leandro of Qual ti riveggio, oh Dio                         | Rome, 1707                                    |                                | |                                                                                          |
| 165  | Spande ancor a mio dispetto                                       | Italië, 1707–08                               |                                | |                                                                                          |
| 166  | Splenda l'alba in oriente                                         | Londen, circa 1711–12                         |                                | | slechts fragment bewaard gebleven                                                        |
| 170  | Il consiglio of Tra le fiamme                                     | Rome, 1707–08                                 |                                | | mogelijk lente 1708, voor de Duitse gambist Ernst Christian Hesse                        |
| 171  | Tu fedel? Tu costante?                                            | Florence/Rome, 1706–07                        |                                | | gecopieerd voor Ruspoli, 1707, 1708                                                      |
| 173  | Un' alma innamorata                                               | Rome, mei 1707                                | juni 1707                      | waarschijnlijk Vignanello                                                                            | gecopieerd voor Ruspoli, 1707                                                            |